# Eunidia andamanica
Eunidia andamanica là một loài bọ cánh cứng trong họ Cerambycidae.